# Thaïs
För andra betydelser, se Thaïs (olika betydelser).

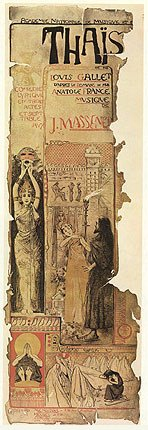
Affisch till urpremiären.

Thaïs är en fransk opera i tre akter tonsatt av Jules Massenet. Librettot är skrivet av Louis Gallet som bygger på romanen Thaïs av Anatole France

## Historia
Operan hade urpremiär på Opéra Comique i Paris den 16 mars 1894. Den svenska premiären ägde rum på Kungliga Teatern i Stockholm den 2 december 1912. Den sattes upp på Göteborgsoperan med premiär den 27 februari 2010.
Verket är bland annat berömt för Méditation, ett violinsolo till harpackompanjemang där melodin tas upp av en osynlig kör, i andra akten.

## Personer
- Thaïs, skådespelerska, kurtisan (sopran)
- Athanaël, cenobitermunk (baryton)
- Palémon, cenobiternas äldste (bas)
- Niciás, ung filosof
- Crobyle, slavinna (sopran)
- Myrtale, slavinna (mezzosopran)
- Albina, abbedissa (mezzosopran)
- Cenobiter, skådespelare, filosofer, klostersystrar, slavinnor, folk och barn.

## Handling
Operan utspelas i Alexandria och vid Nilens strand på 300-talet och handlar om den främsta och mest tillbedda av Alexandrias kvinnor, venusprästinnan Thaïs, kärlekens och skönhetens gudinna, som behärskar männen. Cenobitermunken Athanaël försöker att omvända henne till kristendomen och det är om deras kamp som handlingen kretsar.   

## Diskografi (urval)
- Thaïs. Fleming, Hampson, Sabbatini. Bordeauxoperans kör och orkester. Yves Abel, dirigent.[4]